# Rapid Communications in Mass Spectrometry
Rapid Communications in Mass Spectrometry è una rivista accademica che si occupa di spettrometria di massa.  Nel 2014 il fattore d'impatto della rivista era di 2,253.